# Бистрица (Чашка)
Бистрица (мкд. Бистрица) је насеље у Северној Македонији, у средишњем државе. Бистрица припада општини Чашка.

## Географија
Бистрица је смештена у средишњем делу Северне Македоније. Од најближег већег града, Велеса, насеље је удаљено 45 km југозападно.
Насеље Бистрица се налази у историјској области Азот. Насеље је смештено изнад долине реке Бабуне. Северно од насеља издиже се планина Јакупица. Надморска висина насеља је приближно 650 метара.
Месна клима је континентална.

## Становништво
Бистрица је према последњем попису из 2002. године имала 124 становника.
Претежно становништво у насељу су етнички Македонци (98%).
Већинска вероисповест је православље.